# Мова запитів
Мо́ви за́питів (англ. query languages) — комп'ютерні мови, що використовуються для написання запитів до баз даних та інформаційних систем.

## Типи
Взагалі мови запитів може бути класифіковано відповідно до того, чи є вони мовами запитів до баз даних, чи інформаційно-пошуковими мовами. Різниця полягає в тому, що мови запитів до баз даних намагаються дати фактичні відповіді на фактичні запитання, а інформаційно-пошукові — знайти документи, що містять інформацію, яка відповідає області запиту.

## Приклади
Прикладами мов запитів є:
- .QL[en] — власницька об'єктно-орієнтована мова запитів до реляційних баз даних; наступниця Datalog;
- Common Query Language (CQL) — формальна мова для подання запитів до систем інформаційного пошуку, таких як вебіндекси та бібліографічні каталоги.
- CQLF (CODASYL Query Language, Flat) — мова запитів до CODASYL-подібних баз даних;
- Concept-Oriented Query Language (COQL) — використовується у концептно-орієнтованій моделі. Заснована на новій конструкції та концепті моделювання даних і використовує такі операції, як проєкція та депроєкція для багатовимірного аналізу, аналітичних операцій і висновків;
- Cypher[en] — мова запитів до графових баз даних Neo4j;
- DMX[en] — мова запитів до моделей добування даних;
- Datalog — мова запитів до дедуктивних баз даних;
- F-logic[en] — декларативна об'єктно-орієнтована мова для дедуктивних баз даних і подання знань.
- FQL[en] дозволяє використовувати SQL-подібний інтерфейс для запиту даних за допомогою Graph API. Це надає додаткові можливості, не доступні у звичайному Graph API[1].
- Gellish[en] — мова, що може бути використана для запитів до баз даних Gellish, діалогів (запитів і відповідей), а також інформаційного моделювання та моделювання знань;[2]
- Gremlin[en] — мова обходу графів Apache Software Foundation для графових систем OLTP та OLAP.
- HTSQL[en] — мова запитів, яка перекладає HTTP-запити мовою SQL;
- ISBL — мова запитів для PRTV[en], однієї з перших реляційних систем керування базами даних;
- LINQ запити-вирази — спосіб запиту різних джерел даних у мовах .NET
- LDAP — прикладний протокол запиту та зміни служб каталогів, які працюють над TCP/IP;
- LogiQL — різновид Datalog і мова запитів системи LogicBlox.
- MQL[en] — хемоінформатична мова запитів для пошуку підструктур, що дозволяє крім номінальних властивостей чисельні;
- MDX[en] — мова запитів для баз даних OLAP;
- N1QL — мова запитів Couchbase[en] для пошуку даних на Couchbase Server;
- OQL[en] — об'єктна мова запитів;
- OCL[en] (мова об'єктних обмежень). Попри свою назву, OCL також є об'єктною мовою запитів і стандартом OMG;
- OPath, призначена для використання у запитах до WinFS Stores;
- OttoQL, призначена для запиту до таблиць, XML і баз даних;
- Poliqarp Query Language — особлива мова запитів, спроєктована для аналізу анотованого тексту. Використовується у пошуковому рушії Poliqarp[en];
- PQL[en] — мова програмування спеціального призначення для керування моделями процесів, заснованих на інформації про сценарії, що описуються цими моделями;
- QUEL — мова доступу до реляційних баз даних, багато в чому подібна до SQL;
- RDQL[en] — мова запитів Resource Description Framework;
- ReQL — мова запитів, яка використовується у RethinkDB;[3]
- SMARTS[en] — хемоінформатичний стандарт пошуку підструктур;
- SPARQL — мова запитів до RDF-графів;
- SPL — пошукова мова для згенерованих машиною великих даних, заснована на Unix Piping та SQL.
- SCL — Software Control Language для запитів і маніпулювання об'єктами Endevor
- SQL — загальновідома мова запитів і мова маніпулювання даними реляційних баз даних;
- SuprTool — власницька мова запитів SuprTool, програми доступу до баз даних, що використовується для доступу до даних Image/SQL (колишній TurboIMAGE[en]) та Oracle Database;
- TMQL (Topic Map Query Language) — мова запитів Topic Maps[en];
- TQL — мова, що використовується для запитів топології продуктів HP[4]
- XQuery — мова запитів джерел даних XML;
- XPath — декларативна мова для навігації XML-документами;
- XSPARQL — інтегрована мова запитів, яка комбінує XQuery зі SPARQL для запитів до джерел даних XML і RDF одночасно;
- YQL[en] — SQL-подібна мова запитів, створена Yahoo!
- Мови запитів пошукових рушіїв, наприклад, які використовуються Google[5] або Bing[6]